# 爹 (俚语)

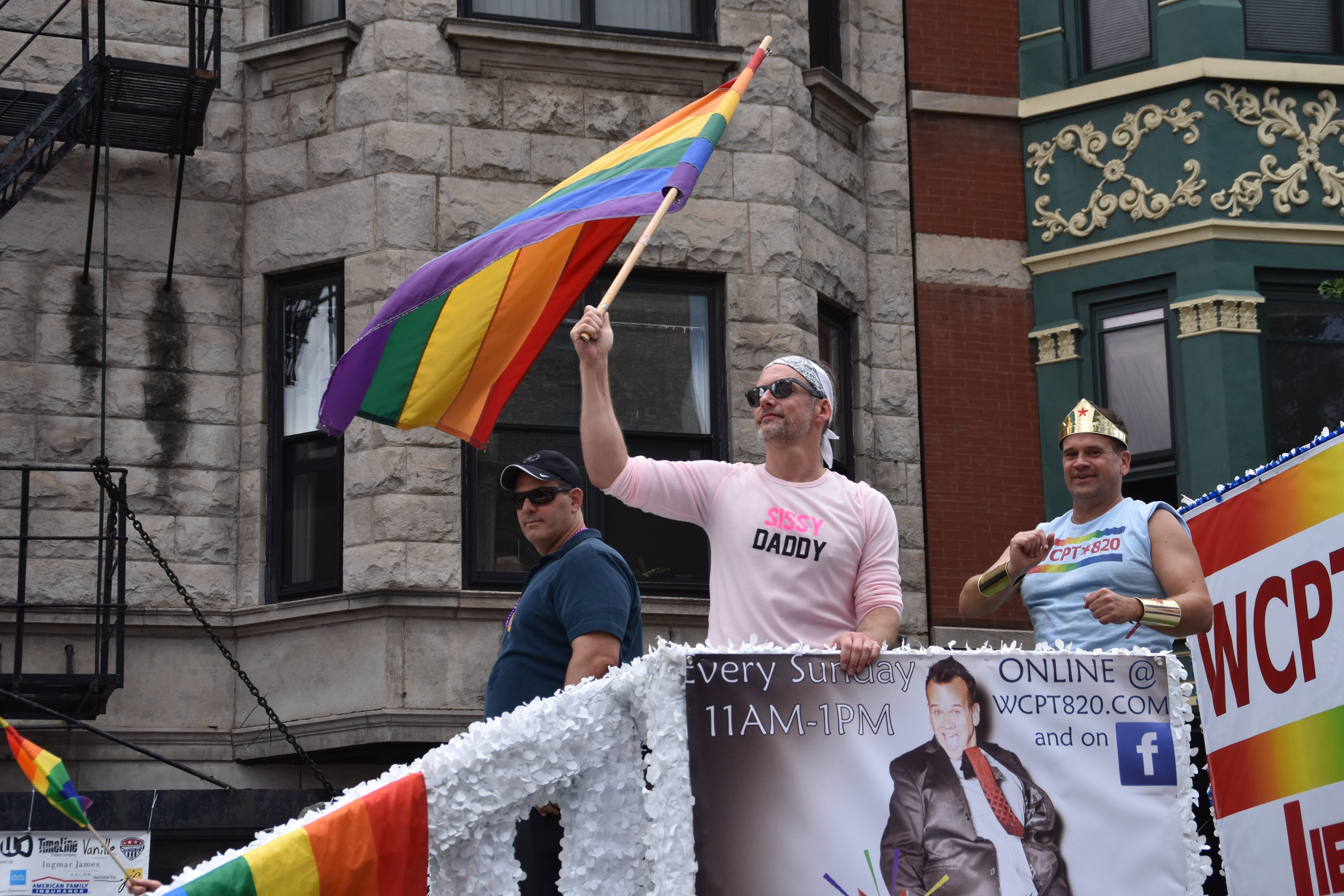
在2017年芝加哥骄傲游行，一名男子穿着一件印有“娘娘腔爹”的衣服

爹是男同性恋文化中的一个俚语，指的是与年轻男性产生性关系的男人。
在網路迷因的语境下，Know Your Meme将爹定义为“以性化方式称呼男性权威人物或偶像的俚语”。
在BDSM中，“爹和小男生”的关系可以类比为支配与臣服。